# الهيئة الوطنية للتقويم والاعتماد الأكاديمي
الهيئة الوطنية للتقويم والاعتماد الأكاديمي هي مؤسسة حكومية سعودية تقوم بالإشراف على التقييم والاعتماد الأكاديمي في المملكة العربية السعودية، كما تشرف على اعتماد كل مؤسسات التعليم فوق المرحلة الثانوية. تأسست الهيئة عام 2004 وتتبع إداريًا المجلس الأعلى للتعليم.

## التاريخ
أُنشئت الهيئة الوطنية للتقويم والاعتماد الأكاديمي عام 1424 هـ، ومكنت في أن تتمتع بالشخصية المعنوية والاستقلال الإداري والمالي، وتكون السلطة المسؤولة عن شؤون ضمان الجودة والاعتماد الأكاديمي في مؤسسات التعليم فوق الثانوي عدا التعليم العسكري، بغرض الارتقاء بجودة التعليم فوق الثانوي الحكومي والأهلي، وضمان الوضوح والشفافية، وتوفير معايير مقننة للأداء الأكاديمي، وذلك تحت إشراف مجلس التعليم العالي، ثم عُدًلت جهة الإشراف عام 1424 هـ لتصبح الهيئة تحت إشراف المجلس الأعلى للتعليم.

## العمل
- وضع قواعد ومعايير وشروط التقويم والاعتماد الأكاديمي، وصياغة الضوابط التي تكفل تطبيقها في مؤسسات التعليم فوق الثانوي.
- الاعتماد العام للمؤسسات الجامعية الجديدة أو ما يعادلها مثل الكليات والمعاهد، واعتماد أقسامها وتخصصاتها وخططها الأكاديمية.
- المراجعة والتقويم الدوري للأداء الأكاديمي للمؤسسات الجامعية القائمة أو ما يعادلها، واعتماد أقسامها وخططها الدراسية أكاديمياً مثل الكليات والمعاهد، وتقويمها بشكل دوري.
- التنسيق حيال اعتماد برامج وأقسام مؤسسات التعليم العالي في المملكة أكاديمياً من جهات الاعتماد العالمية.
- تقويم واعتماد برامج البكالوريوس، والدبلوم العالي بعد البكالوريوس، والماجستير، والدكتوراه أو ما يعادلها، والمراجعة الدورية لمتطلباتها.
- تقويم واعتماد البرامج التخصصية الأكاديمية، بعد الثانوية العامة، مثل برامج الكليات المتوسطة والدبلومات العلمية سواء الحكومية أو الأهلية.
- تقويم واعتماد البرامج ذات الصبغة التدريبية والتعليمية في المؤسسات التعليمية الحكومية والأهلية.
- المشاركة في اقتراح الخطط العامة لإعداد وتطوير الأداء الأكاديمي في المجالات المختلفة.
- نشر المعلومات والبيانات الخاصة بالاعتماد لأغراض التوعية والإعلام والبحث العلمي وإتاحتها للجهات والأفراد الراغبين في الاطلاع عليها.[3]

## وصلات خارجية
- الموقع الرسمي للهيئة